# Łowczyk niebiesko-czarny
Łowczyk niebiesko-czarny, łowiec niebiesko-czarny (Todiramphus nigrocyaneus) – gatunek średniej wielkości ptaka z rodziny zimorodkowatych (Alcedinidae). Występuje na Nowej Gwinei i pobliskich wyspach. W Czerwonej księdze gatunków zagrożonych IUCN klasyfikowany jest jako gatunek bliski zagrożenia (NT, Near Threatened).

## Systematyka
Pierwszego naukowego opisu gatunku dokonał brytyjski przyrodnik Alfred Russel Wallace, nadając mu nazwę Halcyon nigrocyanea. Opis ukazał się w 1862 roku na łamach „Proceedings of the Zoological Society of London”. Jako miejsce typowe autor wskazał półwysep Ptasia Głowa w północno-zachodniej Nowej Gwinei, co uściślono później do Manokwari. Obecnie gatunek zaliczany jest do rodzaju Todiramphus.
Wyróżnia się trzy podgatunki T. nigrocyaneus:
- T. n. nigrocyaneus (Wallace, 1862) – łowczyk niebiesko-czarny[4]
- T. n. quadricolor (Oustalet, 1880) – łowczyk kasztanowobrzuchy[4]
- T. n. stictolaemus (Salvadori, 1876) – łowczyk niebieskobrzuchy[4].

### Etymologia
- Todiramphus: rodzaj Todus Brisson, 1760 (płaskodziobek); gr. ῥαμφος rhamphos „dziób”[11].
- nigrocyaneus: łac. niger – „czarny”, łac. cyaneus – „ciemnoniebieski”[12].

## Morfologia
Średniej wielkości ptak o dużym, szerokim u nasady, czarnym dziobie, którego górna część jest nieco jaśniejsza. Nogi szaro-czarne. Tęczówki ciemnobrązowe. Występuje dymorfizm płciowy. Ptak o ubarwieniu ciemnoniebieskim, niebieskim, czarnym i białym. Głowa ciemnoniebieska, nieco jaśniejsza nad czarną maską obejmującą twarz, uszy, kark i tył szyi, która przechodzi w czarny grzbiet. Czarne są także części pokryw skrzydeł oraz boki tułowia pod skrzydłami. Gardło i podgardle białawe. Podgatunek nominatywny ma w górnej części piersi szeroki niebieski pas, u samic biały brzuch, podbrzusze i zad, a u samców biały tylko niewielki pas pod niebieskim pasem piersiowym, reszta brzucha i zad niebieskie. Podgatunek T. n. quadricolor jest nieco mniejszy od nominatywnego, ma ciemnopomarańczowy lub rdzawy brzuch, oddzielony od niebieskiego pasa piersiowego cieniutkim biały paskiem. Podgatunek T. n. stictolaemus ma czarne plamki na podgardlu, całkowicie niebieski brzuch z niewielkimi czarniawymi przebarwieniami.
Długość ciała 23 cm, masa ciała: samce 51–54 g, samice 55–57 g.

## Zasięg występowania
Poszczególne podgatunki łowczyka niebiesko-czarnego występują:
- T. n. nigrocyaneus – od wysp Batanta i Salawati z archipelagu Wysp Raja Ampat (na północny zachód od Nowej Gwinei) na wschód przez Nową Gwineę do Zatoki Cenderawasih na północy i cieśniny Selat Muli (przy wyspie Komoran) na południu.
- T. n. quadricolor – od wyspy Yapen na wschód do Madang i zatoki Astrolabe.
- T. n. stictolaemus – w południowo-środkowej i południowo-wschodniej Nowej Gwinei od okolic rzeki Fly na wschód do zachodniej części Gór Owena Stanleya.

Jego zasięg występowania, według szacunków organizacji BirdLife International, obejmuje około 1,08 mln km².

## Ekologia
Jego głównym habitatem są wilgotne nizinne lasy tropikalne. Gatunek ten zasiedla okolice strumieni, bagien, stawów, rzek od nizin do wzgórz do wysokości 600 m n.p.m. Występuje także w zalewowych lasach z drzewami z rodzaju Melaleuca, sporadycznie w lasach eukaliptusowych, gęstych zaroślach nad strumieniami oraz w przybrzeżnych ogrodach na wsiach. Jest gatunkiem osiadłym. Długość pokolenia jest określana na 4,8 roku. Niewiele wiadomo o diecie tego gatunku, zaobserwowano spożywanie krabów, ryb i jaszczurek. Przesiaduje na gałęziach zarówno wysoko w koronach drzew, jak i nisko nad wodą.

### Rozmnażanie
Brak informacji na ten temat.

## Status
W Czerwonej księdze gatunków zagrożonych IUCN łowczyk niebiesko-czarny jest klasyfikowany jako gatunek bliski zagrożenia (NT, Near Threatened). Liczebność populacji jest szacowana na powyżej 2500, ale poniżej 10 000 dorosłych osobników; ptak ten opisywany jest jako rzadki i niepospolity. Trend populacji uznawany jest za powolnie spadkowy z powodu zagrożeń związanych ze zmniejszaniem się habitatu; szacuje się, że w ciągu trzech pokoleń liczebność populacji może spaść o 1–9%.